# Leitwährung
Als Leitwährung (oder Ankerwährung) bezeichnet man eine Währung, die in der Weltwirtschaft und im internationalen Zahlungsverkehr über Währungsräume hinweg in bedeutendem Umfang als Transaktions- und Reservewährung genutzt wird, obwohl eine Zahlung in der Inlandswährung möglich wäre.

## Allgemeines
Im engeren Sinne ist die Währung eines Staates, zu der andere, mit ihm wirtschaftlich stark verflochtene Länder ihre eigenen Währungen durch eine gemeinsame Währungspolitik in einem stabilen Austauschverhältnis halten, als Leitwährung zu bezeichnen. Beispielsweise ist das Britische Pfund Leitwährung der Länder des Commonwealth of Nations (außer Kanada).
Eine Ankerwährung ist gewöhnlich die Währung des Staates, der den Handel innerhalb eines Wirtschaftsraums dominiert: Im nordamerikanischen Raum (USA, Kanada, Mexiko) der US-Dollar (Dollarisierung), in Europa der Euro, im asiatisch-pazifischen Raum der Yen. Während des Bretton-Woods-Systems (von 1945 bis 1973) war der an den Goldstandard gebundene US-Dollar weltweite Ankerwährung. Die Deutsche Mark fungierte im Europäischen Währungssystem de facto – nicht de jure – bis zur Einführung des Euro im Januar 1999 als Ankerwährung.

## Historische Leitwährungen
Historische Beispiele für Leitwährungen sind
- der chinesische Liang,
- die griechische Drachme (5. Jahrhundert vor Christus),
- indische Silbermünzen (englisch „Punch marked coins“; 4. Jahrhundert),
- der römische Denarius,
- der Byzantinische Solidus,
- der Islamische Dinar (Mittelalter),
- der Rheinische Gulden (Mittelalter),
- der venezianische Dukat (oder Dukaten – Renaissance),
- der Niederländische Gulden und
- in jüngerer Zeit das Britische Pfund.[3]

Derzeit (Stand 2015) ist der US-Dollar die weltweit wichtigste Leitwährung; manche Ökonomen bezeichnen ihn auch als Weltwährung (Weltleitwährung).
Vor Einführung des Euro (als Buchwährung 1999; Bargeld seit Januar 2002) waren neben dem US-Dollar auch das Britische Pfund und der Yen Leitwährungen von weltweiter Bedeutung. Der Euro wurde zweite Leitwährung hinter dem US-Dollar; Britisches Pfund und Yen konkurrieren um den „dritten Platz“. Nachdem die chinesische Regierung den freien Handel des Renminbi (ugs. Yuan) ermöglicht hat, gehört dieser seit dem 1. Oktober 2016 zum Währungskorb des IWF.

## Bedeutung
Wird die Währung eines Landes außerhalb seiner Grenzen in großem Umfang zu Wertaufbewahrungs- und Transaktionszwecken genutzt, so hat dies große Vorteile für das Land:
- Seigniorage-Einnahmen,
- verminderte Wechselkursunsicherheit und
- verminderte Transaktionskosten.

Der Ökonom Barry Eichengreen von der Berkeley University wies 2011 darauf hin, dass die USA aufgrund des Leitwährungstatus des Dollars bis dato ein jährliches Leistungsbilanzdefizit von etwa 500 Milliarden Dollar anhäufen konnten. Das entsprach einem jährlichen wirtschaftlichen Nutzen von drei Prozent des amerikanischen Volkseinkommens.

## Reservewährung
Als Reservewährung bezeichnet man in der Regel eine von den Zentralbanken für Währungsreserven genutzte Währung. Die meisten Studien belegen einen Rückgang der Bedeutung des US-Dollars als Reservewährung und einen gleichzeitigen Anstieg des Euros seit dessen Einführung im Jahre 1999.
| International gebräuchliche Reservewährungen zwischen 1995 und 2010. | Entwicklung gebräuchlicher Reservewährungen seit 1995 |

| | 1970 | 1980 | 1990 | 2000 | 2001 | 2002 | 2003 | 2004 | 2005 | 2006 | 2007 | 2008 | 2009 | 2010 | 2011 | 2012 | 2013 | 2014 | 2015 | 2016  | 2017  | 2018  | 2019  | 2020  | 2021  | 2022  | 2023  |
| --- | ---- | ---- | ---- | ---- | ---- | ---- | ---- | ---- | ---- | ---- | ---- | ---- | ---- | ---- | ---- | ---- | ---- | ---- | ---- | ----- | ----- | ----- | ----- | ----- | ----- | ----- | ----- |
| USD | 77,2 | 67,2 | 62,8 | 70,5 | 70,7 | 66,5 | 65,8 | 65,9 | 66,4 | 65,5 | 64,1 | 64,1 | 62,1 | 61,8 | 62,2 | 61,2 | 61,0 | 63,3 | 64,1 | 65,36 | 62,73 | 61,76 | 60,75 | 58,92 | 59,15 | 58,36 | 58,44 |
| EUR | –    | –    | –    | –    | 17,9 | 24,2 | 25,3 | 24,9 | 24,3 | 25,1 | 26,3 | 26,4 | 27,6 | 26,0 | 25,0 | 24,2 | 24,4 | 21,9 | 19,7 | 19,14 | 20,17 | 20,67 | 20,59 | 21,29 | 20,48 | 20,47 | 19,94 |
| DEM | 1,9  | 14,8 | 19,8 | –    | –    | –    | –    | –    | –    | –    | –    | –    | –    | –    | –    | –    | –    | –    | –    | –     | –     | –     | –     | –     | –     | –     | –     |
| JPY | –    | 0,1  | 4,6  | 9,4  | 5,2  | 4,5  | 4,1  | 3,9  | 3,7  | 3,1  | 2,9  | 3,1  | 2,9  | 3,7  | 3,5  | 4,0  | 3,8  | 3,9  | 4,0  | 3,95  | 4,90  | 5,19  | 5,87  | 6,03  | 5,83  | 5,51  | 5,69  |
| GBP | 10,4 | 2,9  | 2,4  | 2,8  | 2,7  | 2,9  | 2,6  | 3,3  | 3,6  | 4,4  | 4,7  | 4,0  | 4,3  | 3,9  | 3,8  | 4,0  | 4,0  | 3,8  | 4,9  | 4,35  | 4,54  | 4,43  | 4,64  | 4,73  | 4,81  | 4,95  | 4,86  |
| FRF | 1,1  | 1,7  | 2,7  | –    | –    | –    | –    | –    | –    | –    | –    | –    | –    | –    | –    | –    | –    | –    | –    | –     | –     | –     | –     | –     | –     | –     | –     |
| CNY | –    | –    | –    | –    | –    | –    | –    | –    | –    | –    | –    | –    | –    | –    | –    | –    | –    | –    | –    | 1,08  | 1,23  | 1,89  | 1,94  | 2,29  | 2,66  | 2,69  | 2,29  |
| CAD | –    | –    | –    | –    | –    | –    | –    | –    | –    | –    | –    | –    | –    | –    | –    | –    | –    | –    | –    | 1,94  | 2,03  | 1,84  | 1,86  | 2,08  | 2,19  | 2,38  | 2,59  |
| AUD | –    | –    | –    | –    | –    | –    | –    | –    | –    | –    | –    | –    | –    | –    | –    | –    | –    | –    | –    | 1,69  | 1,80  | 1,63  | 1,70  | 1,83  | 1,81  | 1,96  | 2,14  |
| CHF | 0,7  | 3,2  | 0,8  | 0,3  | 0,3  | 0,4  | 0,2  | 0,2  | 0,1  | 0,2  | 0,2  | 0,1  | 0,1  | 0,1  | 0,1  | 0,3  | 0,3  | 0,3  | 0,3  | 0,16  | 0,18  | 0,14  | 0,15  | 0,17  | 0,17  | 0,23  | 0,20  |
| andere | 8,7  | 5,9  | 4,9  | 1,4  | 1,2  | 1,4  | 1,9  | 1,8  | 1,9  | 1,8  | 1,8  | 2,2  | 3,1  | 4,4  | 5,3  | 5,8  | 6,5  | 6,8  | 6,7  | 2,33  | 2,43  | 2,45  | 2,51  | 2,65  | 2,91  | 3,45  | 3,85  |
| Quellen: 1970–1984: BIZ: The evolution of reserve currency diversification, December 1986, S. 7, Tab. 1 (englisch) 1995–2015: IWF: Currency Composition of Official Foreign Exchange Reserves 1999–2005 (nur absolute Zahlen): EZB: The Accumulation of Foreign Reserves, Occasional Paper Series, Nr. 43 2016–2023: IWF: World Currency Composition of Official Foreign Exchange Reserves |      |      |      |      |      |      |      |      |      |      |      |      |      |      |      |      |      |      |      |       |       |       |       |       |       |       |       |

## Transaktionswährung
Als Transaktionswährung bezeichnet man eine Währung, die für internationale Güter- und Kapitalgeschäfte in erheblichem Umfang verwendet wird (z. B. mehr als es ihrem Anteil am Welthandel entspricht).
Wenn ein Akteur mit einem Geschäftspartner seine inländische Währung als Transaktionswährung nutzt, kann dies einen Wettbewerbsvorteil gegenüber anderen Akteuren in anderen Währungsräumen darstellen.
Im Jahr 2010 war nach Angaben der Bank für Internationalen Zahlungsausgleich (BIZ) der US-Dollar die Währung, in der etwa 85 Prozent aller Devisenmarkttransaktionen getätigt wurden.

### Finanztransaktionen
Die gestiegene Bedeutung des Euro zeigt sich auch bei den Finanztransaktionen. Im Jahr 2003 betrug der Anteil der Eurotransaktionen an den Devisenmärkten bereits 25 % gegenüber 50 % in US-Dollar und je 10 % in Pfund Sterling und japanischen Yen.
Bei den Anleihen hat der Euro den Dollar im Jahr 2004 als wichtigste Währung abgelöst. Ende September 2004 waren weltweit über 12.000 Milliarden Dollar an internationalen Anleihen mit fester und variabler Verzinsung ausstehend. Davon entfielen 5.400 Milliarden auf Euro, 4.800 auf US-Dollar, 880 Milliarden auf britische Pfund, 500 Milliarden auf japanische Yen und 200 Milliarden auf Schweizer Franken. Seit Einführung der europäischen Einheitswährung legte der Anteil auf Euro laufender internationaler Schuldverschreibungen von 19 % (1999) auf 32 % (2006) zu, während der Anteil des US-Dollars von 49,83 % auf ca. 43,12 % fiel und derjenige des Yen sich auf 6 % halbierte. Bei Neuemissionen entfielen 2006 bereits 46 % auf den Euro und nur mehr 39 % auf den Dollar. Im Jahr 2008 entfielen 32,2 % der internationalen Schuldverschreibungen auf den Euro.
Zudem ist der Anteil der Dollar-Einlagen an den gesamten ausländischen Kontobeständen der OPEC-Staaten von 75 % im Sommer 2001 auf 61,5 % im Sommer 2004 gefallen. Der Anteil der Euro-Einlagen stieg im gleichen Zeitraum von zwölf auf zwanzig Prozent.

### Rohstoffe
Die meisten Rohstoffe werden heute in US-Dollar abgerechnet – so auch der ökonomisch sehr bedeutsame Handel mit Erdöl. Aus der Dollarfakturierung des Erdöls lassen sich zwei Bedeutungen ableiten:
Erstens hat die große und konstante Abhängigkeit der Weltwirtschaft vom Rohöl zur Folge, dass der Wechselkurs jedes Landes gegenüber dem US-Dollar eine entscheidende ökonomische Größe ist – schließlich beeinflusst er in großem Maß die Rohstoffpreise eines Landes.
Zweitens verursacht die fast ausschließliche Dollarfakturierung bilanztechnisch Verbindlichkeiten der US-Zentralbank Federal Reserve gegenüber den erdölexportierenden Ländern in enormem Umfang, da diesen Ländern durch den Ölexport große Dollarbestände zufließen, die sogenannten Petrodollar.

## Zukünftige Entwicklung
Während verschiedene Analysten eine zukünftig abnehmende Bedeutung des US-Dollar erwarten, gehen sie von einem Anstieg der Bedeutung des Euro und anderer Währungen aus.
Im Jahr 2007 prognostizierte die Deutsche Bank bis 2010 einen Anstieg des Euroanteils auf 30 bis 40 Prozent der globalen Währungsreserven, was sich jedoch nicht bewahrheitete. Sie begründete dies mit den großen Wechselkurs-Unsicherheiten, denen der US-Dollar ausgesetzt ist (unter anderem aufgrund des enormen Leistungsbilanzdefizits der USA). Die Bank vermutete, dass die Unsicherheit stabilitätssuchende Zentralbanken zu einer stärkeren Diversifikation ihrer Reserven veranlassen könnte. Darüber hinaus ist in mehreren Ländern eine sukzessive Änderung der Währungspolitik (weg von einer reinen Dollarbindung, hin zu einer Bindung an einen Währungskorb) zu beobachten. Ein dritter Grund ist im Anstieg der Währungsreserven selbst zu sehen; Zentralbanken stehen unter politischem Druck, die Reserven zinsbringend anzulegen. Auch aus diesem Grund erscheint eine Diversifikationsstrategie lohnend.
Der frühere Vorsitzende der US-Notenbank Alan Greenspan hielt es im Jahr 2007 für möglich, dass der Euro den US-Dollar als Leitwährung ablösen könnte. Laut einer ökonometrischen Analyse von Jeffery Frankel und Menzie Chinn hätte das bereits vor 2020 eintreten können, wenn (1) die restlichen EU-Mitgliedsländer (inklusive Großbritannien) ebenfalls den Euro bis 2020 eingeführt oder (2) sich der Wertverfall des US-Dollar weiter fortgesetzt hätten. Andererseits zeigt die Geschichte, dass ein solcher Prozess auch mehrere Jahrzehnte dauern kann, wie im Fall der Ablösung des Pfunds durch den US-Dollar. Laut dem Ökonomen Barry Eichengreen liegt der Hauptgrund der letzten Ablösung an der wirtschaftlich bedingten kontinuierlichen Abwertung des Pfunds, verbunden mit einer im Vergleich zum Dollar hohen Inflation. Diese lag in Großbritannien über die ersten 75 Jahre des 20. Jahrhunderts rund dreimal so hoch wie in den USA.
Ob und wie schnell der Euro tatsächlich zur neuen Leitwährung aufsteigen kann, hängt also von den langfristigen politischen und wirtschaftlichen Entwicklungen ab, etwa vom Erfolg der Lissabon-Strategie. Sie ist darauf ausgerichtet, die EU zum „wettbewerbsfähigsten und dynamischsten Wirtschaftsraum der Welt“ zu machen. Wichtiger Faktor ist aber auch die zukünftige wirtschaftliche Entwicklung bevölkerungsreicher Länder wie Indien und China.
Die Weltbank ging im Jahr 2011 davon aus, dass die Dominanz des Dollars um das Jahr 2025 herum zu Ende gehen und durch ein Währungssystem ersetzt werden könnte, „in dem der Dollar, der Euro und der Yuan als ebenbürtige Währungen gelten“.